# Wilhelm Brückner
Wilhelm Brückner (ur. 11 grudnia 1884 w Baden-Baden (Niemcy)  – zm. 18 sierpnia 1954 w Herbstdorfie w Górnej Bawarii) – niemiecki wojskowy, pułkownik i SA-Obergruppenführer, był głównym adiutantem Adolfa Hitlera do roku 1940.

## Życiorys
Brückner wychował się w Baden-Baden. Tam również zdał swój egzamin dojrzałości. Po uzyskaniu świadectwa maturalnego studiował prawo i ekonomię w Strasburgu (wtedy w granicach Niemiec), Fryburgu Bryzgowijskim, Heidelbergu oraz Monachium.
W czasie I wojny światowej Brückner służył jako oficer w bawarskim pułku piechoty. Pod koniec wojny nosił już stopień porucznika. Po klęsce państw centralnych wstąpił do Freikorpsów. Należał do pułku piechoty nr 42 w Reichswehrze, który uczestniczył w zbrojnym obaleniu Bawarskiej Republiki Rad.
Pod koniec 1919 ponownie wstąpił na uniwersytet. Przez trzy lata pracował także jako technik filmowy (kamerzysta). U schyłku 1922 Brückner zapisał się do partii NSDAP, a kilka miesięcy później - w dniu 1 lutego 1923 r., został przywódcą monachijskiego legionu SA. Należał do najaktywniejszych organizatorów puczu monachijskiego. Powiedział kiedyś: "Nadchodzi dzień, kiedy nie będziemy mogli powstrzymywać ludu. Jeżeli teraz nic się nie stanie, lud nam się wymknie."
W dniu 9 listopada 1923 r. Brückner wziął udział w nieudanym puczu monachijskim. Z tego powodu otrzymał wyrok 1,5 roku pozbawienia wolności. Zwolniono go jednak zaledwie po 4,5 miesiącach więzienia, po czym ponownie objął przywództwo w swoim pułku SA. Niedługo później został on trzecim sekretarzem generalnym „Stowarzyszenia Niemieckiej Społeczności za Granicą” (Verein für das Deutschtum im Ausland, VDA). Pełnił ten urząd do roku 1927. Przez kilka kolejnych lat utrzymywał się z pracy przedstawiciela handlowego. W roku 1929 podjął stałe zatrudnienie w Niemieckim Instytucie Zagranicznym.
W roku 1928 Brückner otrzymał posadę adiutanta i osobistego ochroniarza Adolfa Hitlera; później doszedł do rangi głównego adiutanta przyszłego dyktatora (1930). Brückner znalazł się w najbliższym otoczeniu Hitlera; w propagandowym filmie pt. "Hitler über Deutschland" z roku 1932, zagrał, obok Josepha Goebbelsa i Seppa Dietricha, rolę najbliższego powiernika Hitlera.
9 listopada 1934 r. Hitler awansował Brücknera do stopnia SA-Obergruppenführera (odpowiednik generała broni). Po wypadku samochodowym, do którego doszło w tym samym roku, Brückner postarał się o zatrudnienie Karla Brandta w roli osobistego lekarza Hitlera. Brandt pozostawał u boku führera przez kolejne lata.
15 stycznia 1936 r. Brückner został wyróżniony tytułem honorowego obywatela miasta Detmold w Północnej Nadrenii-Westfalii (honorowe obywatelstwo zostało mu odebrane 9 listopada 1945 decyzją rady miejskiej Detmold). Brückner cieszył się sympatią petentów oraz stałych gości Kancelarii Rzeszy. Cechował się prostolinijnością oraz uprzejmością. Jednak po wybuchu II wojny światowej stracił znaczenie i względy Hitlera. Musiał ustąpić miejsca adiutantom z Wehrmachtu i SS.
18 października 1940 r. Brückner został niespodziewanie zwolniony przez Hitlera ze swego stanowiska w Kancelarii Rzeszy, po kłótni z zarządcą domu Hitlera, Arthurem Kannenbergiem. Przypuszcza się, że do jego dymisji przyczynił się także Martin Bormann, późniejszy osobisty sekretarz Hitlera. Po dymisji Brückner znalazł się w szeregach Wehrmachtu.
Miejsce Brücknera na stanowisku głównego adiutanta Führera zajął Julius Schaub. Brückner zaciągnął się do Wehrmachtu, w którego szeregach do końca wojny otrzymał stopień pułkownika.